# Синяковщина
Синяковщина (укр. Синяківщина) — село,
Белоусовский сельский совет,
Чернухинский район,
Полтавская область,
Украина.

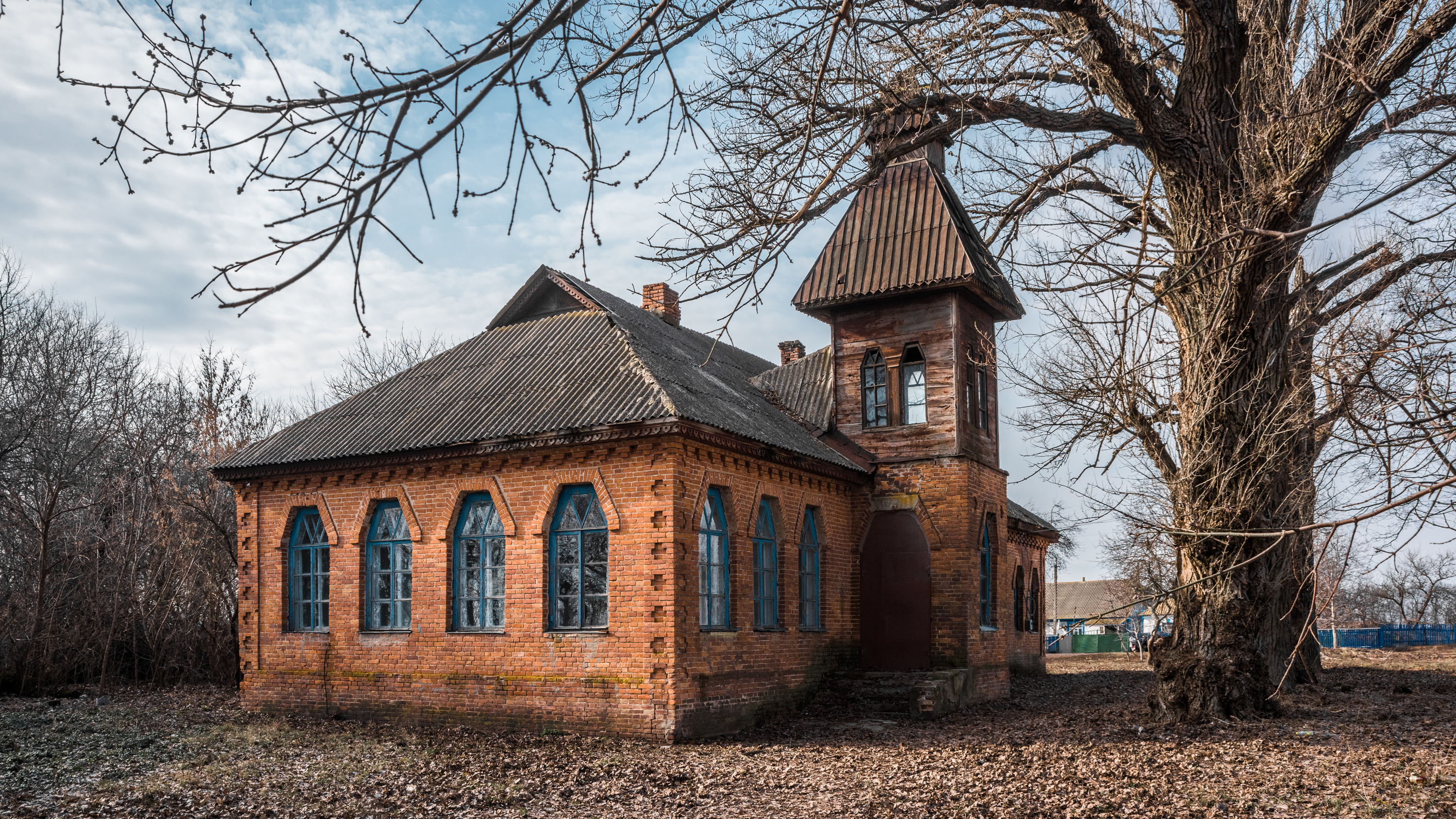
Бывшее здание земской школы. 1911 г. постройки

Код КОАТУУ — 5325180409. Население по переписи 2001 года составляло 119 человек.

## Географическое положение
Село Синяковщина находится на расстоянии в 2 км от сёл Белоусовка и Остаповка.
По селу протекает пересыхающий ручей с запрудой.